# Willem Peters
Willem Peters (Meppel, 5 luglio 1903 – Zwolle, 30 marzo 1995) è stato un triplista olandese.

## Biografia
Nel 1924 prese parte ai Giochi olimpici di Parigi, classificandosi undicesimo nel salto triplo. Ripeté la sua partecipazione ai Giochi olimpici di Amsterdam 1928, dove però non superò le fasi di qualificazione, e a quelli di Los Angeles 1932, dove si classificò quinto.
Nel 1934 fu medaglia d'oro ai campionati europei di atletica leggera di Torino, con la misura di 14,89 m nel salto triplo.

## Palmarès
| Anno | Manifestazione  | Sede        | Evento       | Risultato      | Prestazione | Note |
| ---- | --------------- | ----------- | ------------ | -------------- | ----------- | ---- |
| 1924 | Giochi olimpici | Parigi      | Salto triplo | 11º            | 13,860 m    |      |
| 1928 | Giochi olimpici | Amsterdam   | Salto triplo | Qualificazione | 14,55 m     |      |
| 1932 | Giochi olimpici | Los Angeles | Salto triplo | 5º             | 14,93 m     |      |
| 1934 | Europei         | Torino      | Salto triplo | Oro            | 14,89 m     |      |